# A Brown Thanksgiving
A Brown Thanksgiving («День благодарения Брауна») — седьмая серия первого сезона американского мультсериала «Шоу Кливленда». Премьерный показ состоялся 22 ноября 2009 года на канале FOX.

## Сюжет
Кливленд Браун отмечает первый День благодарения со своей новой семьёй, к тому же на праздник приезжают его родители: мать Куки (Cookie) и отец ЛеВар «Товарняк» (LeVar «Freight Train»). Со стороны Донны прибывает тётушка Мамочка (Auntie Momma).
Куки неодобрительно относится к Донне, памятуя, как она отвергла его сына 25 лет назад, а отец так и вовсе ненавидит самого Кливленда, да и жену свою не особо любит. Это противостояние смягчает тётушка Мамочка. Впрочем, после случайной сцены в туалете Кливленд выясняет, что «тётушка» — на самом деле мужчина. Он не решается рассказать об этом жене, опасаясь за её чувства. Также он не отваживается рассказать об этом и отцу, которому «тётушка» очень понравилась. Также правду знает Ралло, посидевший у неё-него на коленях. Тем временем, у «тётушки» и ЛеВара дело доходит до секса, что вызывает невыносимое отвращение у Кливленда.
Вскоре происходит разговор Кливленда и «тётушки», из которого выясняется, что «тётушка Мамочка» — это дядя Кевин, который воспитывал Донну вместо её родителей, и до сих пор заботится о ней. К тому же, ему удалось скрыть свой пол от возбуждённого ЛеВара. Теперь, когда дядя Кевин убедился в чистоте намерений Кливленда к Донне, он решает исчезнуть. Чуть позже Кливленд всё-таки рассказывает отцу правду о «тётушке», чем вызывает у него приступ сильнейшего отвращения, и заставляет помириться с мамой.
Тем временем, Роберта собирается провести этот праздник в романтической обстановке со своим бойфрендом, Федерлайном, но Донна запрещает ей это, и только вмешательство тётушки Мамочки влияет на смену решения Донной. Пока парочка целуется на берегу реки, машину Федерлайна угоняют двое бездомных. Следы ведут к месту обитания бедняков (включая семью Лестеров). Впрочем, вскоре машину возвращают владельцу. Взглянув вокруг себя новым взглядом, Роберта осознаёт, насколько важна в её жизни семья. Вернувшись домой, она извиняется перед матерью.

## Создание[1]
Автор сценария: Мэтт Мюррей
Режиссёры: Чак Клейн и Мэтт Энгстром
Композитор:
Приглашённые знаменитости: Фрэнсэс Коллье (в роли матери Кливленда — Куки Браун), Крейг Робинсон (в роли отца Кливленда — ЛеВара «Гружёного Поезда» Брауна), Дэрил Холл (камео), Джон Оатс (камео) и Ким Уитли (в роли тётушки Мамочки)

## Интересные факты